# Tijelo (fizika)
Tijelo (lat. corpus) ili fizikalno tijelo, u fizici, je skup čestica tvari koje su povezane tako da se zajedno gibaju. Može biti kruto, elastično ili plastično. Kruto tijelo je idealno tijelo, u kojem je međusobni položaj čestica stalan (konstantan), tako da se oblik ne može promijeniti, a da pritom ne dođe do razaranja ili destrukcije. Elastična i plastična tijela mogu mijenjati oblik pod djelovanjem neke sile bez razaranja. Elastično tijelo nakon prestanka djelovanja sile u cijelosti poprima prijašnji oblik, dok plastično tijelo zadržava promijenjen oblik. U prirodi ne postoje tijela koja bi idealno odgovarala pojmu krutoga, odnosno elastičnoga ili plastičnoga tijela. Štoviše, jedno te isto tijelo različito se ponaša u različnim okolnostima, na primjer posve drukčije kod visokoga nego kod normalnoga tlaka. U svemiru se govori o nebeskom tijelu.

## Elastično tijelo
Elastičnost (franc. élasticité: rastezljivost, gipkost < znanstveni lat. elasticitas, od grč. ἐλαύνεıν: gurati; vući) je svojstvo čvrstih tijela (materijala) da pod utjecajem vanjske sile mijenjaju svoj oblik ili volumen i da se, nakon prestanka njezina djelovanja, vraćaju u prvotan oblik. Povezanost naprezanja i deformaciju tijela opisuje Hookeov zakon.

## Plastično tijelo
Plastičnost je svojstvo nekih tvari (materijala) da pod djelovanjem dovoljno velike sile mijenjaju oblik, koji gotovo u potpunosti trajno zadržavaju i nakon prestanka djelovanja sile (plastična deformacija). Plastičnost nastupa kada se pod djelovanjem sila prijeđe takozvana granica tečenja, koja ovisi o temperaturi materijala. Tako i neki krhki materijali (bronca, mramor, staklo, kristali) mogu prijeći u plastično stanje pri povišenim temperaturama. Proučavanjem plastičnosti i postavljanjem teorija bavi se na makrorazini dio mehanike čvrstih tijela (teorija plastičnosti), promatrajući tijelo kao kontinuum bez ulaženja u njegovu mikrostrukturu, dok se plastičnost na mikrorazini, kao posljedica poremećaja unutar kristala, to jest pomicanja dijelova kristala duž dislokacijskih ravnina, proučava u okviru fizike materijala. Metali na temperaturi višoj od temperature rekristalizacije imaju gotovo idealnu plastičnost, jer su deformirani kristali spontano pretvoreni u nove nenapregnute, a s temperaturom je povećan i broj dislokacija. U takvu se stanju pri djelovanju stalne sile deformacije u materijalu s vremenom povećavaju (tečenje materijala). Plastičnost je bitna pojava u tehnologiji oblikovanja deformiranjem, kao što su valjanje, kovanje, savijanje, duboko vučenje i drugo, dok se u konstrukcijama javlja samo lokalno unutar ograničenih manjih područja.

## Crno tijelo
Crno tijelo je tijelo koje gotovo potpuno upija (apsorbira) vidljivu svjetlost, to jest kojemu je koeficijent apsorpcije za sve valne duljine svjetlosti gotovo jednak broju 1.
Apsolutno crno tijelo ili idealno crno tijelo je tijelo koje potpuno apsorbira sve zračenje koje na njega padne. Prema Kirchhoffovu zakonu zračenja, ono je ujedno i najbolji odašiljač zračenja. Idealno crno tijelo ne postoji, ali ga može prilično dobro zamijeniti velika zatvorena šupljina s malim otvorom i koja je toliko neprozirna da jedva odbija zračenje, jer zračenje koje uđe u tu šupljinu, gotovo da nema šansu da izađe. Budući da idealno crno tijelo upija sve valne duljine bez gubitaka, ono isto emitira sve valne duljine bez gubitaka, ovisno samo o termodinamičkoj temperaturi tog tijela. Apsolutno crno tijelo vrlo je pogodno za istraživanje zakona zračenja (Kirchhoffov, Stefan-Boltzmannov, Wienov, Planckov zakon).

## Nebesko tijelo
Pod pojmom nebeskih tijela podrazumijevamo sva tijela u svemiru: zvijezde, planete, asteroide, prirodne satelite.